# John Duncan (Psychologe)
John Duncan (* 15. Mai 1953) ist ein britischer Psychologe und Neurowissenschaftler.
Duncan studierte Psychologie und Physiologie in Oxford, wo er 1976 promoviert wurde. Als Post-Doktorand war er an der University of Oregon und forschte ab 1978 beim Medical Research Council in Cambridge in der Applied Psychology Unit, heute Cognition and Brain Sciences Unit, deren stellvertretender Direktor er ist.
Duncan forscht interdisziplinär und verwendet zum Beispiel funktionelle Bildgebung des Gehirns mit Magnetresonanz-Tomographie, Verhaltensanalysen und Elektrophysiologie an einzelnen Neuronen. Zunächst befasste er sich ab den 1980er Jahren mit dem neuronalen Mechanismus (visueller) Aufmerksamkeit, später allgemein mit der neuronalen Basis von Intelligenz. Er untersucht sowohl normale Personen als auch solche mit Defiziten etwa aufgrund von Hirnschäden und sowohl  Menschen als auch Affen. Er schrieb auch ein Buch über Intelligenz für ein breiteres Publikum.
In den 1980er Jahren entwickelte er ein biased competition Modell für den Mechanismus der Aufmerksamkeit im Gehirn. Danach gibt es einen Wettbewerb verschiedener Stimuli um Aufmerksamkeit, die die zur augenblicklichen Aufgabe des Gehirns am besten passen werden ausgewählt. Das Modell gilt als grundlegend in den kognitiven Neurowissenschaften und wurde zur Untersuchung so unterschiedlicher Phänomene wie Emotionen, Sprache und Gedächtnis herangezogen.
Seine neuronale Theorie der Intelligenz beruht auf seiner Beobachtung multifunktioneller Gehirnbereiche mit Magnetresonanz. Sie bilden ein multiple demand Neuronales Netzwerk, das strukturierte, abstrakte Programme und zielgerichtete Aufgaben ausführen kann. Er entwickelte auch neurologische Tests für den IQ, die als Ergänzung psychologischer Tests dienen können und auch Ansätze für neue Möglichkeiten eines Vergleichs biologischer und künstlicher Intelligenz liefern.
2012 erhielt er den  C.L. de Carvalho-Heineken-Preis für Kognitionswissenschaft. Er ist Fellow der Royal Society, der British Academy und der British Association for the Advancement of Science.

## Schriften (Auswahl)
- Selective attention and the organization of visual information, J. Exp. Psychol. Gen., Band  113, 1984, S.  501–517
- mit G. W. Humphreys: Visual search and stimulus similarity, Psychol. Rev., Band 96, 1989, S. 433–458
- mit R. Desimone: Neural mechanisms of selective visual attention,  Annual Rev. Neuroscience, Band 18, 1995, S. 193–222
- mit H. Emslie, P. Williams, R. Johnson, C. Freer: Intelligence and the frontal lobe: the organization of goal-directed behavior, Cognitive Psychology, Band 30, 1996, S. 257–303
- Duncan, J., Seitz, R. J., Kolodny, J., Bor, D., Herzog, H., Ahmed, A., ... & Emslie, H.:  A neural basis for general intelligence, Science, Band 289, 2000, S. 457–460
- mit A. M. Owen: Common regions of the human frontal lobe recruited by diverse cognitive demands, Trends Neuroscience, Band 23, 2000, S. 475–483
- An adaptive coding model of neural function in prefrontal cortex,  Nature Rev. Neuroscience, Band 2, 2001, S. 820–829
- Frontal lobe function and general intelligence: why it matters, Cortex, Band 41, 2005, S. 215–217
- The multiple-demand (MD) system of the primate brain: mental programs for intelligent behaviour, Trends Cognitive Science, Band 14, 2010, S. 172–179
- The structure of cognition: attentional episodes in mind and brain, Neuron, Band 80, 2013, S. 35–50
- mit M. G. Stokes u. a.: Dynamic coding for cognitive control in prefrontal cortex, Neuron, Band 78, 2013, S. 364–375
- How Intelligence happens, Yale University Press, 2012, ISBN 978-0300177725
- Assem, M., Glasser, M. F., Van Essen, D. C., & Duncan, J. (2020): A domain-general cognitive core defined in multimodally parcellated human cortex. Cerebral Cortex, 30(8), 4361–4380.